# Stoughton (Saskatchewan)
Stoughton es un pueblo canadiense situado en la provincia de Saskatchewan.

## Superficie
Stoughton tiene una superficie de 3,45 km².

## Demografía
En 2021, tenía 652 habitantes, una densidad poblacional de 189 hab./km², y 378 viviendas.